# Contre-la-montre féminin des juniors aux championnats du monde de cyclisme sur route 2019
Le contre-la-montre féminin des juniors (moins de 19 ans) aux championnats du monde de cyclisme sur route 2019 a lieu sur 14 kilomètres le 23 septembre 2019 à Harrogate, dans le Yorkshire, au Royaume-Uni.

## Participants
| Équipes nationales (31)- Belgique juniors - Canada juniors - Chili juniors - Tchéquie juniors - Danemark juniors - Colombie juniors - Espagne juniors - France juniors - Grande-Bretagne juniors - Allemagne juniors - Hongrie juniors - Irlande juniors - Italie juniors - Kazakhstan juniors - Lettonie juniors - Lituanie juniors - Luxembourg juniors - Mexique juniors - Pays-Bas juniors - Norvège juniors - Nouvelle-Zélande juniors - Pologne juniors - Portugal juniors - Afrique du Sud juniors - Russie juniors - Slovénie juniors - Suisse juniors - Slovaquie juniors - Suède juniors - Ukraine juniors - États-Unis juniors |
| |

## Classement
| \| Classement général \| Classement général \| Classement général \| Classement général \| Classement général \| \| Coureur \| Coureur \| Pays \| Équipe \| Temps \| \| ------------------ \| ------------------ \| ------------------ \| ------------------------ \| ------------------ \| \| 1re \| Aigul Gareeva \| Russie \| Russie juniors \| 22 min 16 s \| \| 2e \| Shirin van Anrooij \| Pays-Bas \| Pays-Bas juniors \| + 4 s \| \| 3e \| Elynor Bäckstedt \| Royaume-Uni \| Grande-Bretagne juniors \| + 11 s \| \| 4e \| Camilla Alessio \| Italie \| Italie juniors \| + 15 s \| \| 5e \| Wilma Olausson \| Suède \| Suède juniors \| + 17 s \| \| 6e \| Leonie Bos \| Pays-Bas \| Pays-Bas juniors \| + 21 s \| \| 7e \| Zoe Ta-Perez \| États-Unis \| États-Unis juniors \| + 26 s \| \| 8e \| Sofia Collinelli \| Italie \| Italie juniors \| + 36 s \| \| 9e \| Megan Jastrab \| États-Unis \| États-Unis juniors \| + 45 s \| \| 10e \| Ella Wyllie \| Nouvelle-Zélande \| Nouvelle-Zélande juniors \| + 51 s \| |                    |                  |                          |             |
| |                    |                  |                          |             |
| Source : ProCyclingStats |                    |                  |                          |             |
| Classement général |                    |                  |                          |             |
| Coureur | Coureur            | Pays             | Équipe                   | Temps       |
| 1re | Aigul Gareeva      | Russie           | Russie juniors           | 22 min 16 s |
| 2e | Shirin van Anrooij | Pays-Bas         | Pays-Bas juniors         | + 4 s       |
| 3e | Elynor Bäckstedt   | Royaume-Uni      | Grande-Bretagne juniors  | + 11 s      |
| 4e | Camilla Alessio    | Italie           | Italie juniors           | + 15 s      |
| 5e | Wilma Olausson     | Suède            | Suède juniors            | + 17 s      |
| 6e | Leonie Bos         | Pays-Bas         | Pays-Bas juniors         | + 21 s      |
| 7e | Zoe Ta-Perez       | États-Unis       | États-Unis juniors       | + 26 s      |
| 8e | Sofia Collinelli   | Italie           | Italie juniors           | + 36 s      |
| 9e | Megan Jastrab      | États-Unis       | États-Unis juniors       | + 45 s      |
| 10e | Ella Wyllie        | Nouvelle-Zélande | Nouvelle-Zélande juniors | + 51 s      |